# Giovanni Francesco Barbarigo

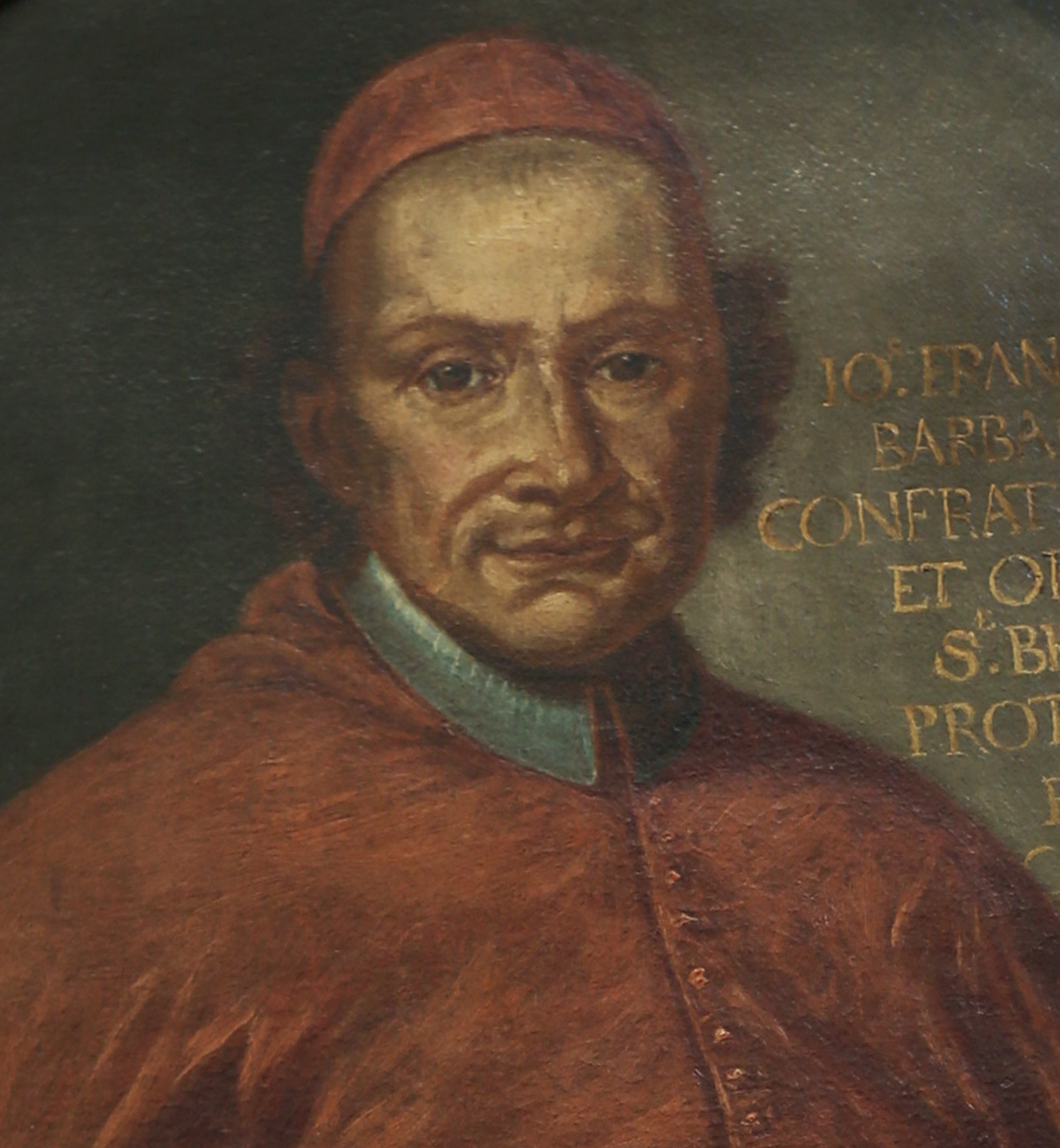
Kardinal Giovanni Francesco Barbarigo (barockes Ölgemälde, um 1741)

Kardinalswappen (modernes Schema)

Giovanni Francesco Barbarigo (auch: Barbaro, Barberigo) (* 29. April 1658 in Venedig; † 26. Januar 1730 in Padua) war ein italienischer Kardinal und Neffe des heiligen Gregorio Barbarigo (1625–1697).

## Leben
Giovanni Francesco Barbarigo war ein Neffe des später heiliggesprochenen Bischofs von Padua, Kardinal Gregorio Barbarigo (1625–1697). 1698 wurde er von Papst Innozenz XII. zum Bischof von Verona ernannt. Die Bischofsweihe spendete ihm am 17. August 1698 Kardinal Sebastiano Antonio Tanara, Mitkonsekratoren waren Francesco Pannochieschi, Erzbischof von Pisa, und Erzbischof Prospero Bottino. 1714 wechselte er auf den Bischofssitz von Brescia. Papst Clemens XI. erhob Barbarigo 1719 in pectore zum Kardinalpriester, was 1720 veröffentlicht wurde. 1721 wurde ihm die Titelkirche Santi Marcellino e Pietro zugewiesen. 1723 folgte er als Bischof von Padua nach.
Er war Teilnehmer der Konklaven von 1721 und 1724.